# 요세프 베라네크 (아이스하키 선수)
요세프 베라네크(체코어: Josef Beránek, 1969년 10월 25일~)는 체코의 아이스하키 선수, 지도자이다. 현역 시절 포지션은 센터로 HC 리트비노프에서 프로 경력을 시직했다. 이후 내셔널 하키 리그(NHL)의 에드먼턴 오일러스, 필라델피아 플라이어스, 밴쿠버 커넉스, 피츠버그 펭귄스 소속으로 활약하여 정규 경기 531경기 출전했다.
체코슬로바키아 대표팀과 체코 대표팀 소속으로 국제 대회에 참가하였으며, 1998년 동계 올림픽에서 금메달을 획득했다.